# Zhorquin
Zhorquin (Isto i Zorquin, Yurquin), pleme američkih Indijanaca, možda iz grupe Talamancan u području istoimene rijeke Yurquín ili Churquín (nekad nazivana Zurquí) u zapadnoj Panami blizu granice s Kostarikom. 
Govorili su istoimenom dijalektom jezika térraba. Swanton smatra da jezično pripadaju porodici Chibchan,